# Црква Светог Георгија у Вишевцу
Црква Светог Георгија у Вишевцу, родном месту вожда Карађорђа и насељеном месту на територији општине Рача, припада Епархији шумадијској Српске православне цркве.
Цркву посвећену Светом великомученику Георгију својим средствима као задужбину подигао је 1994. године Епископ шумадијски др Сава (Вуковић).
Црква је грађена од камена према пројекту архитекте Радослава Прокића из Крагујевца. Основа цркве је у форми крста са две бочне, правоугаоне апсиде рашког стила. На пресеку бродова налази се кубе. Има малу припрату и експонартекс са кулом звонаром. Иконостас је урадио инжењер Бранислав Николић из Крагујевца, а иконе Адонис Стергиу. Мозаички лик Св. Георгија изнад улазних врата дело је академског сликара Мише Младеновића из Београда. Црква је живописана 2004. године старатељством и трудом епископа шумадијског Јована. Живописање је извршио атеље „Минић” (Матеја Минић) из Београда.